# Bourigeole
Bourigeole település Franciaországban, Aude megyében. Lakosainak száma 55 fő (2022. január 1.). Bourigeole Bouriège, Festes-et-Saint-André, Saint-Benoît és Saint-Couat-du-Razès községekkel határos.

## Népesség
A település népessége az elmúlt években az alábbi módon változott:
| Lakosok száma | 63   | 76   | 63   | 51   | 49   | 51   | 51   | 55   | 55   | 55   |
|               | 1968 | 1982 | 1990 | 2006 | 2013 | 2015 | 2017 | 2019 | 2020 | 2022 |